# Эриксон, Эрик (актёр)
Эрик Гуннар Эриксон (швед. Eric Gunnar Ericson; род. 21 ноября 1974 года, Соллентуна, Стокгольм, Швеция) — шведский актёр театра и кино.

## Биография и карьера
Начал дебютировать в сериале «Storstad» в 1990 году. После окончания обучения в театральной школе в Гётеборге (1995—1998) Эрик получил одну из главных ролей в сериале «Sjätte dagen» (1999—2001).
Эриксон играл в Городском театре в Хельсингборге, Народном театре в Гётеборге, Городском театре в Гётеборге, театре в пригороде Ангеред (коммуна Гётеборг).

## Личная жизнь
Женат на актрисе Туве Вирен.

## Фильмография
1. Storstad (1990—1991)
2. Маскарад / Maskeraden (1992)
3. Чёрно-белые ночные черепа / Svarta skallar och vita nätter (1995)
4. Зимний залив / Vinterviken (1996)
5. Шестой день / Sjätte dagen (1999—2001)
6. Лабиринт / Labyrinten (сериал) (2000)
7. Фру Марианна / Fru Marianne (сериал) (2001)
8. Цацики — друзья навсегда / Tsatsiki — vänner för alltid (2001)
9. Suxxess (2002)
10. Dieselråttor och sjömansmöss (сериал) (2002)
11. De drabbade (сериал) (2003)
12. Угроза / Hotet (2004)
13. Похмелье / Baksmälla (2004)
14. Свою кровать ты застелила / Som man bäddar (2005)
15. Störst av allt (2005)
16. Шторм / Storm (2005)
17. Плохие сны / Bad Dreams (2006)
18. Улыбка золотисто-коричневых глаз / Leende guldbruna ögon (мини-сериал) (2007)
19. Ирен Хусс: Татуированный торс / Irene Huss — Tatuerad torso (2007)
20. Гинеколог в Ашиме / Gynekologen i Askim (2007)
21. Инспектор и море / Der Kommissar und das Meer (2007—2016)
22. Ирен Хусс — сломанная лошадка / Irene Huss — Den krossade tanghästen (2008)
23. Irene Huss — Nattrond (2008)
24. Irene Huss — Glasdjävulen (2008)
25. Irene Huss — Eldsdansen (2008)
26. Ирен Хусс — Золотой теленок / Irene Huss — Guldkalven (2008)
27. 183 дня / 183 dagar (сериал) (2009)
28. Оригинал / Original (2009)
29. Гёта-канал 3 / Göta kanal 3 — Kanalkungens hemlighet (2010)
30. Ещё четыре года / Fyra år till (2010)
31. Pax (2010)
32. Svaleskär (сериал) (2011)
33. Ирен Хусс — Охота на свидетеля / Irene Huss — Jagat vittne (2011)
34. Ирен Хусс — Под покровом тени / Irene Huss — I skydd av skuggorna (2011)
35. Ирен Хусс — Круг молчания / Irene Huss — Tystnadens cirkel (2011)
36. Ирен Хусс — Человек с маленькой лицом / Irene Huss — En man med litet ansikte (2011)
37. Ирен Хусс — Коварная сеть / Irene Huss — Det lömska nätet (2011)
38. Ирен Хусс — Наблюдающий из темноты / Irene Huss — Den som vakar i mörkret (2011)
39. Юхан Фальк 8 / Johan Falk: De 107 patrioterna (2012)
40. Любовь и лимоны / Små citroner gula (2013)
41. Моландеры / Molanders (сериал) (2013)
42. Не лейте слёзы / Känn ingen sorg (2013)
43. Мистериум. Начало / Kvinden i buret (2013)
44. Каким образом? / Så ock på jorden (2015)
45. Самое запрещённое / Det mest förbjudna (2016)
46. В небе / Upp i det blå (2016)